# هارولد ووكر
هارولد ووكر (بالإنجليزية: Harold Bridgwood Walker)‏ (26 أبريل 1862 المملكة المتحدة - 5 نوفمبر 1934 المملكة المتحدة) هو عسكري بريطاني يحمل رتبة فريق أول، شارك في الحرب العالمية الثانية.